# Argyrodes flavipes
Argyrodes flavipes är en spindelart som beskrevs av William Joseph Rainbow 1916. Argyrodes flavipes ingår i släktet Argyrodes och familjen klotspindlar.
Artens utbredningsområde är Queensland. Inga underarter finns listade i Catalogue of Life.